# Cottendorfia
Cottendorfia Schult.f. é um género botânico pertencente à família Bromeliaceae, subfamília Pitcairnioideae.
O gênero foi nomeado em homenagem ao patrono das ciências alemão Johann Georg Freiherr Cotta von Cottendorf (1796-1863)
Nativo do Brasil, o gênero é composto por uma única espécie.

## Espécie
- Cottendorfia florida Schultes f.